# Plagiolophus
Il plagiolofo (gen. Plagiolophus) è un mammifero estinto appartenente ai perissodattili. Visse tra l'Eocene medio e l'Oligocene medio (circa 45 - 30 milioni di anni fa), e i suoi resti fossili sono stati ritrovati in Europa.

## Descrizione
Questo animale comprendeva un gran numero di specie di taglia molto variabile: alcune non dovevano superare i 10 chilogrammi di peso, mentre altre potevano arrivare ai 150 chilogrammi. L'aspetto era generalmente omogeneo: il corpo era relativamente snello ma forte, sostenuto da arti lunghi e tridattili; il cranio di Plagiolophus era molto allungato, stretto, vagamente simile a quello di un asino.
La dentatura nelle varie specie si presentava abbastanza omogenea strutturalmente, con denti molto differenziati: i premolari erano poco molarizzati e generalmente in numero di tre su ciascun ramo dentario, e in alcune specie era presente un quarto premolare piccolo. Lo spazio tra premolari e canini (diastema) era piuttosto sviluppato, e i canini erano corti e proiettati in avanti.
L'allungamento delle corone dei molari (ipsodontia) mostra una notevole evoluzione: nelle specie più antiche di Plagiolophus i molari erano a corona bassa (brachidonti) e simili a quelli del paleoterio primitivo Propalaeotherium, mentre nelle ultime specie i denti erano decisamente ipsodonti, simili a quelli del cavallo miocenico Merychippus. Queste ultime forme erano anche dotate di cemento dentario. 

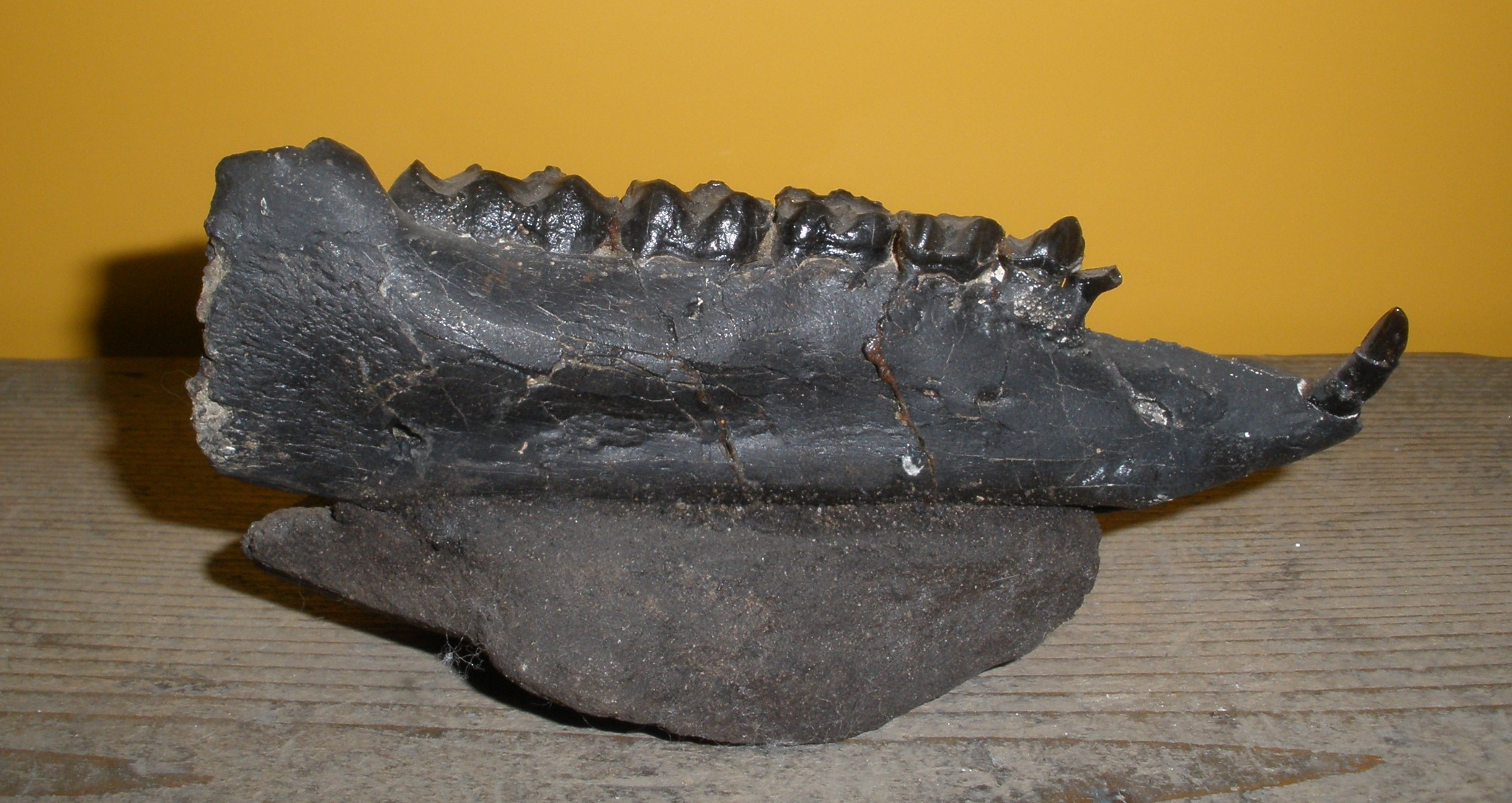
Mandibola di Plagiolophus (Paloplotherium) annectens

## Classificazione
Plagiolophus era un rappresentante dei paleoteriidi, un gruppo di mammiferi perissodattili strettamente imparentati con i cavalli, vissuti tra l'Eocene inferiore e l'Oligocene medio. Plagiolophus fu un genere longevo, vissuto per circa 15 milioni di anni e differenziatosi in una moltitudine di forme di varie dimensioni, che andarono ad occupare tutta l'Europa occidentale. Molti fossili di questi animali vennero ritrovati in Francia e in Germania. Sulla base di alcune caratteristiche, questo animale è stato ascritto ai pachinolofini (Pachynolophinae), un gruppo di paleoteriidi a volte considerati una famiglia a sé stante. Plagiolophus, in particolare, sembrerebbe essere uno stretto parente del piccolo paleoterio Propalaeotherium.

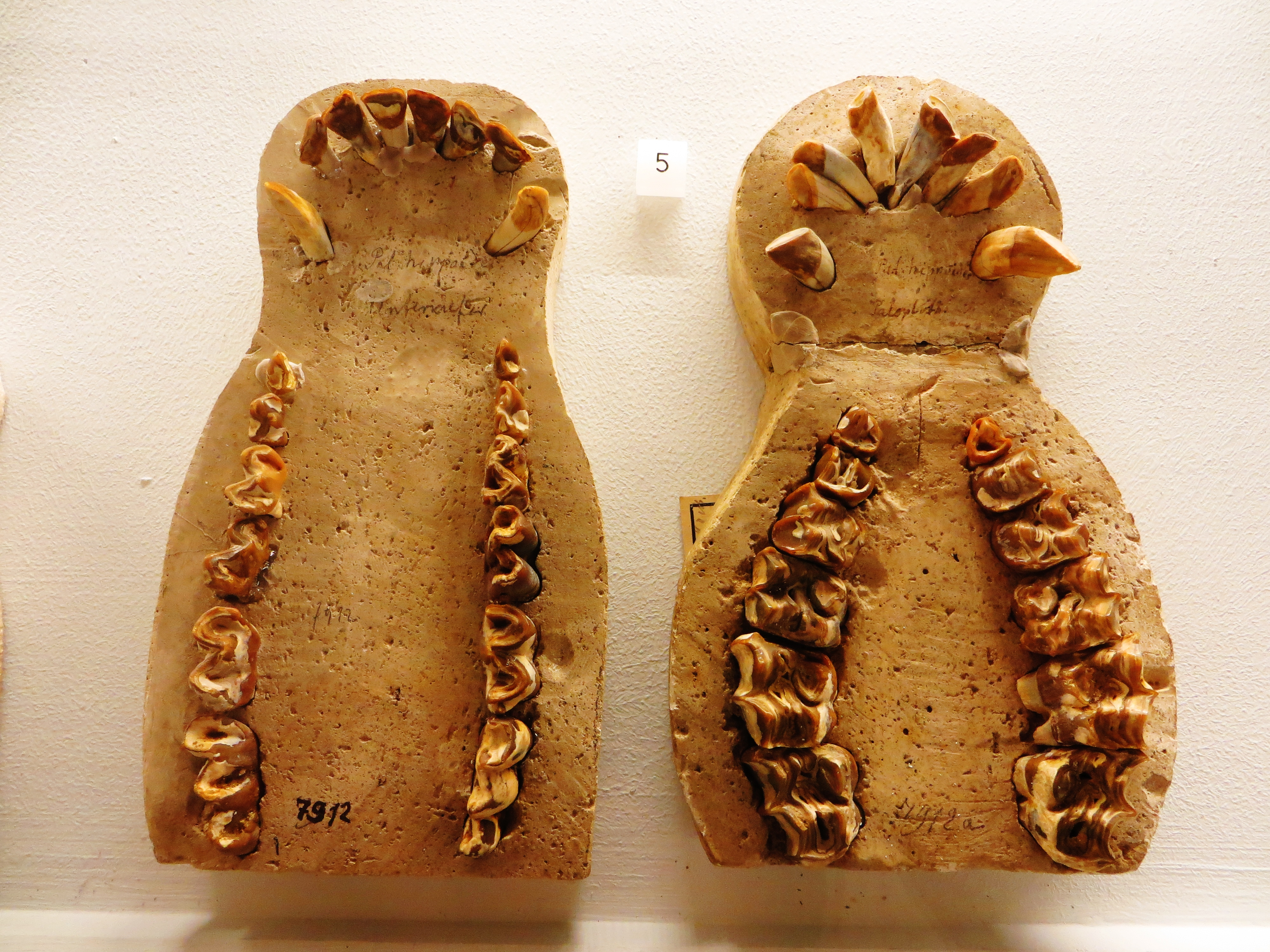
Dentatura di Plagiolophus (Fraasiolophus) fraasi

Una revisione del genere operata da Remy (2004) ha indicato l'esistenza di ameno tre sottogeneri (Paloplotherium, Fraasiolophus e Plagiolophus sensu stricto) e circa 17 specie. In passato il sottogenere Paloplotherium (tra cui le specie P. annectens e P. majus) era ritenuto possedere una corta proboscide, ma la forma delle ossa nasali indica che questi animali ne erano probabilmente sprovvisti. La linea evolutiva di Fraasiolophus (ad es. F. fraasi e F. major) invece potrebbe aver avuto un forte sviluppo dei muscoli superiori labiali. Tra le varie specie di Plagiolophus sensu stricto sono da ricordare la specie tipo P. minor, P. ovinus, P. ministri, P. javali e P. huerzeleri. Una forma probabilmente affine, di aspetto più gracile, era Leptolophus.

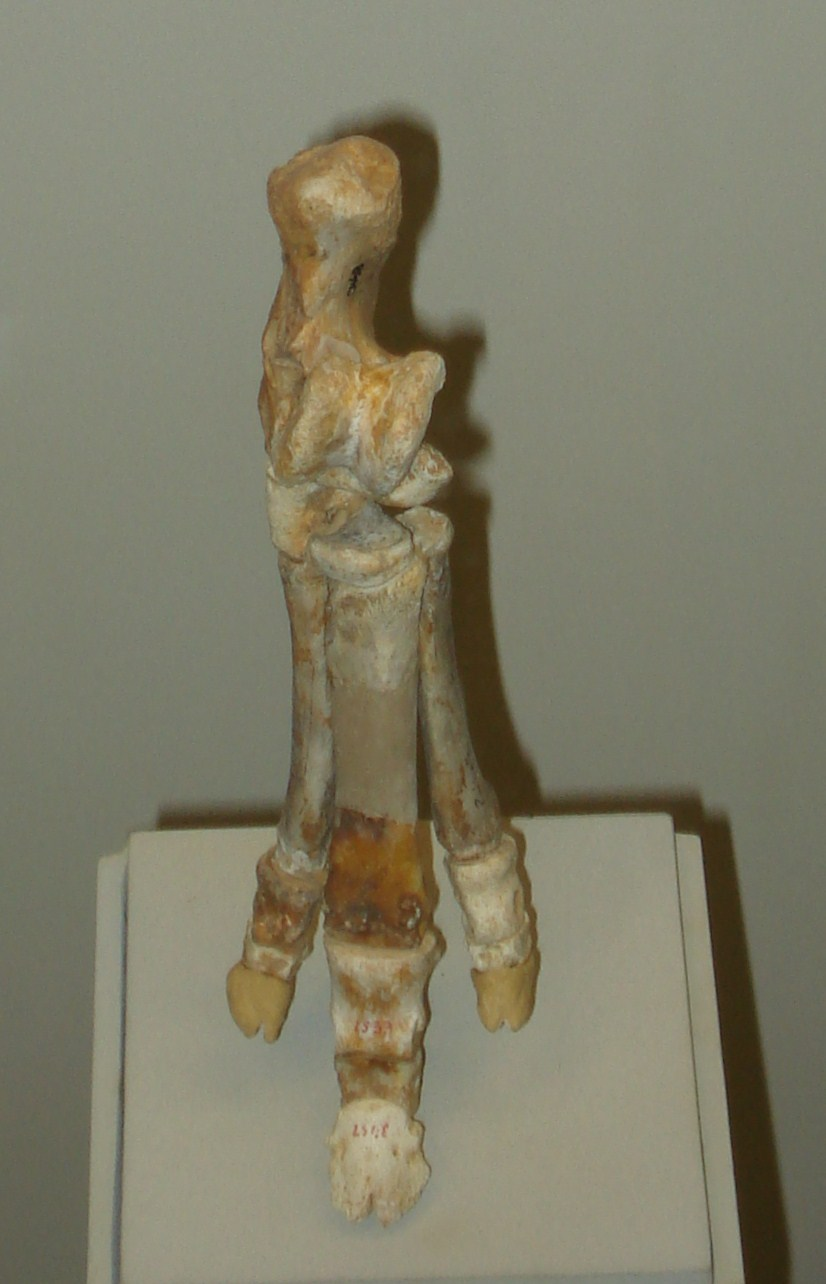
Ossa della zampa di Plagiolophus

## Paleoecologia e paleobiologia
L'evoluzione della dentatura e della muscolatura dell'apparato masticatorio indicano che Plagiolophus deve aver avuto differenti tipi di dieta attraverso la sua lunga storia evolutiva. All'inizio le prime forme di Plagiolophus erano brucatori di foglie, poi si trasformarono in vegetariani misti e infine in brucatori di erbe. Il collo relativamente lungo di questi animali permise loro di raggiungere differenti livelli di vegetazione, e la forza delle creste nucali suggerisce che Plagiolophus era in grado di potenti movimenti della testa verso l'indietro, per strappare il cibo.
Questa evoluzione nella dieta sembra essere in relazione con il lento degrado delle condizioni ambientali nell'Europa occidentale tra l'Eocene superiore e l'Oligocene, con un'aridità aumentata e stagioni più marcate.
Le orbite grandi indicano un buon sviluppo della vista, e il calco endocranico rivela che il cervello era piuttosto grande; queste abilità neurofisiologiche potrebbero essere state d'aiuto nella lunga sopravvivenza di questo genere, i cui rappresentanti dovevano fronteggiare la notevole pressione da parte dei predatori dei primi carnivori fissipedi e la competizione con nuovi erbivori immigrati dall'Asia dopo la cosiddetta Grande Coupure.

## Bibliografia

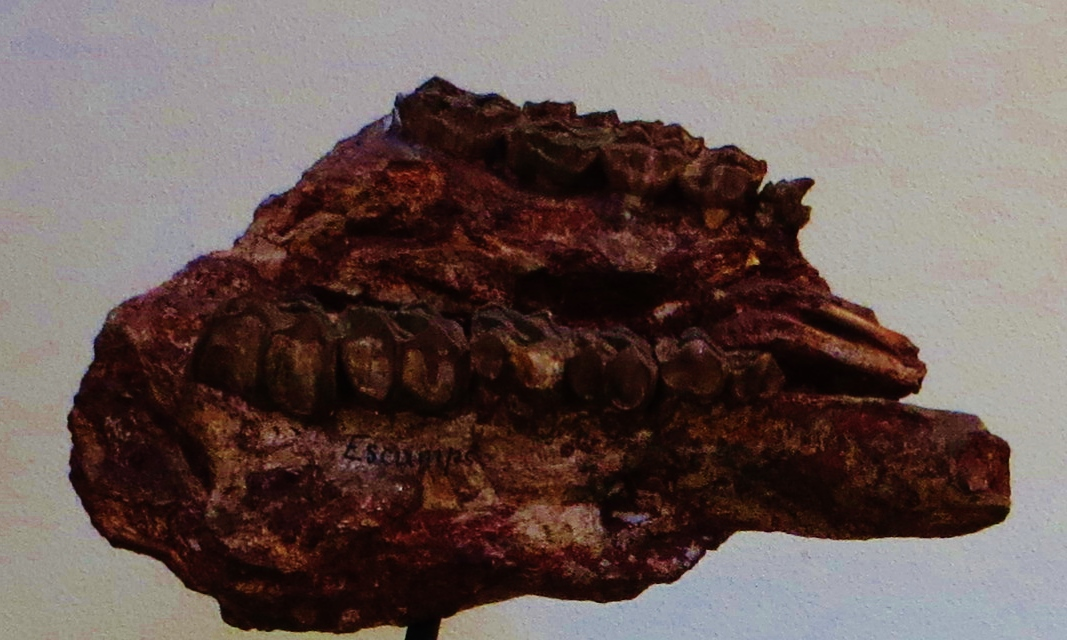
Cranio di Plagiolophus minor